# Quiste aracnoideo espinal
El término quiste aracnoideo extradural ha sido usado como sinónimo de quiste meníngeo extradural. Estos quistes son frecuentemente descritos como divertículos o protrusiones de membrana aracnoidea que se hernia a través de un pequeño defecto dural, produciendo un quiste que contiene LCR con una película o que se encuentra en comunicación con el espacio subaracnoideo espinal. En ocasiones un quiste extradural tiene una extensión intradural significativa o ausencia.  Los quistes extradurales o divertículos son menos comunes que los quistes intradurales.

## Frecuencia y antecedentes
El quiste meníngeo extradural espinal es relativamente poco común; y es mucho menos frecuente en niños que en adultos.Los quistes aracnoideos extradurales son más frecuentemente localizados en la región torácica baja y media y de predominio en sexo masculino.
Aunque generalmente son únicos, Myles reporta un caso de quistes aracnoideos múltiples donde encontraron múltiples defectos de duramadre. Son clasificados de acuerdo a Nabors y cols.

## Causas y detección
La etiología de estas lesiones es poco clara. Los quistes meníngeos extradurales no traumáticos se cree que pueden ser  congénitos.
La ocurrencia familiar ha sido descrita.
La mayoría de los quistes aracnoideos espinales son asintomáticos y detectados incidentalmente mediante una IRM o  mielografía.

## Tratamiento
El tratamiento estándar en los pacientes sintomáticos es quirúrgico, que incluye la remoción radical o parcial del quiste  con obliteración del sitio de comunicación entre éste y el espacio subaracnoideo después de una laminectomía estándar. 
Hay un reporte donde el quiste aracnoideo se resecó exitosamente y se ocluyó el defecto dural por un mini abordaje transforaminal lumbar.
- Datos: Q6095424